# Labroides bicolor
Labroides bicolor är en fiskart som beskrevs av Fowler och Bean 1928. Labroides bicolor ingår i släktet Labroides och familjen läppfiskar. IUCN kategoriserar arten globalt som livskraftig. Inga underarter finns listade i Catalogue of Life.